# Männerchor
Ein Männerchor bezeichnet eine Gruppe von Männern,  die einen Chor bilden und bei der jede Stimmlage mehrfach besetzt ist. Die Stimmbezeichnungen sind: 1. Tenor, 2. Tenor, 1. Bass, 2. Bass. Weiterhin werden Stücke, die von einem solchen Chor aufzuführen sind, Männerchor-Literatur genannt. Der 1. Tenor übernimmt meistens die Melodie (Cantus firmus).

## Zur Geschichte der Männerchöre

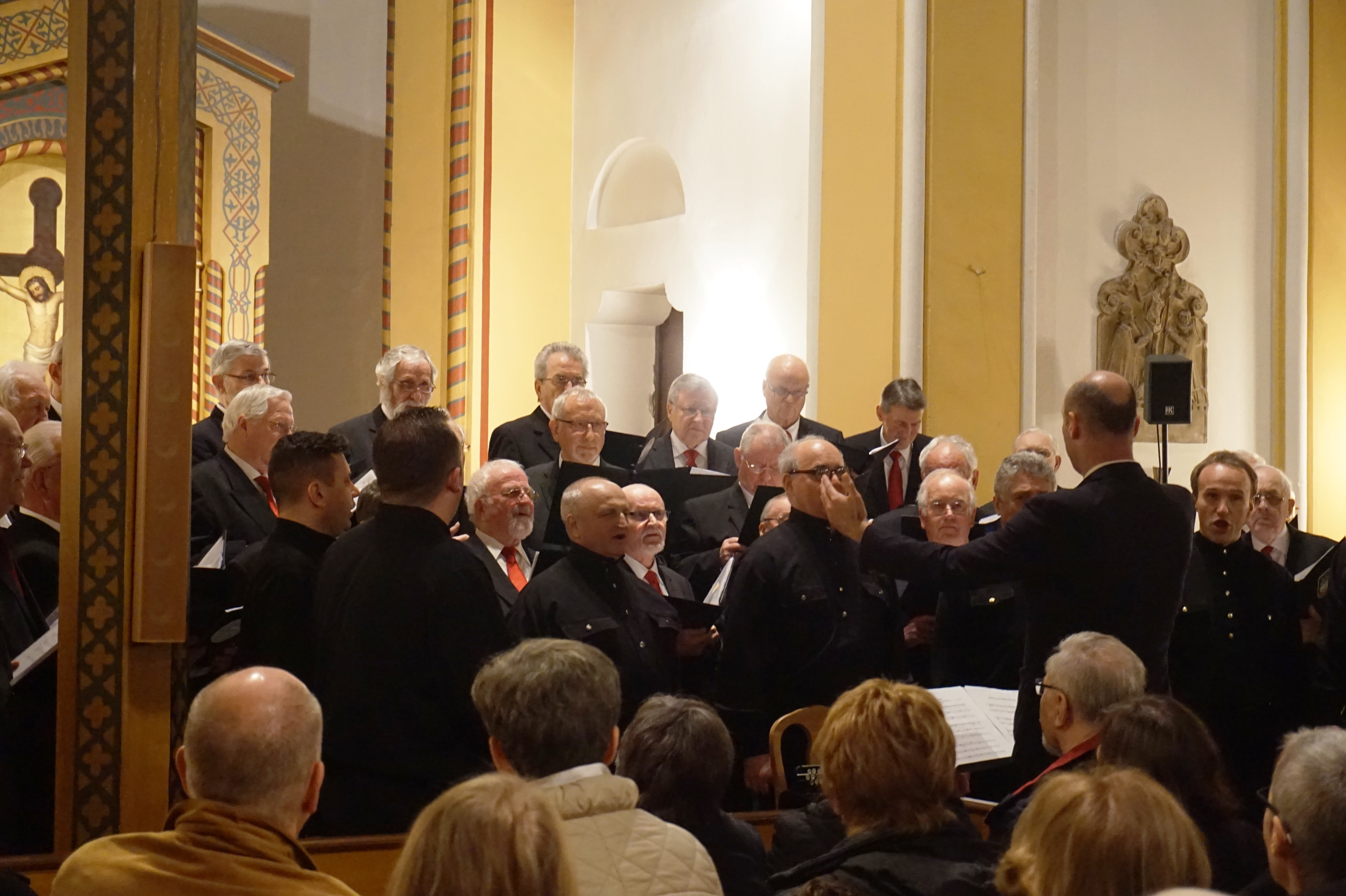
Eine Chorgemeinschaft aus den Männergesangvereinen „Germania“ Wettmar, „Concordia“ Großburgwedel und „Liederkranz“ Fuhrberg mit dem Ural Kosaken Chor in Wettmar 2017

Die eigentliche musikalische Neuerung im 19. Jahrhundert war der Männerchorgesang. Er entstand im Zuge der Umgestaltung des Geisteslebens in der Zeit der Aufklärung. Die volkstümlichen Werte, die zunehmend patriotische Haltung und die Freude am geselligen Kreis standen dabei im Mittelpunkt. In der Zeit der Romantik (in der ersten Hälfte des 19. Jahrhunderts) kamen auch wieder die alten Volkslieder zu Ehren. Der unbegleitete vierstimmige Männerchor trat jetzt an die Stelle des von Männer-, Frauen- und Knabenstimmen getragenen Gesangs. In Verbindung mit der politischen und sozialen Aufklärung sollte auch die musikalische Volksbildung gefördert werden. Der Chor als Verein mit Satzungen, einem Vorstand, später „mit Fahnen und Pokalen“, entstand (vgl. Liedertafel). Carl Friedrich Zelter (1758–1832) und vor allem Friedrich Silcher (1789–1860) haben die musikalische Entwicklung des Chorwesens in dieser Zeit entscheidend mitgeprägt und beeinflusst (in der Schweiz Hans Georg Nägeli).
Die Vereine gaben sich oft romantische Namen. Verbrachte ein Musikbeflissener ein paar Tage am „goldenen Rhein“, gründete er z. B. auch an der Weser einen Chor mit dem Namen Loreley oder Stolzenfels. Raue Männerkehlen versammelten sich in der Eintracht oder nannten ihren Verein liebevoll Concordia oder „Zu Vögleins Freude“. Die Gefühle der Sangesfreudigen waren zunächst patriotisch und naturverbunden. Das Vereinsleben und das Singen im Verein (vor allem in den Arbeitergesangvereinen) sollte wohl auch ein wenig von der oft harten Tagesarbeit ablenken. Die Inhalte der gesungenen Chortitel waren nach dem ersten mehr „politischen Aufbruch“ entsprechend: Heimatland, der deutsche Wald, Lieder vom goldenen Rebensaft und von der Liebe. Orte, die heutzutage von Touristen überquellen, wurden als stille und romantische Orte besungen: „Zu Rüdesheim in der Drosselgass“, und immer wieder der „Vater Rhein“. In den Liedern zog man als „Spielmann“ oder „Jäger“ durch die Lande – und fühlte sich frei wie ein „Zigeuner“.
Nach dem Zweiten Weltkrieg fanden sich die Übriggebliebenen wieder in ihren Vereinen zusammen (zunächst kamen auch noch neue Mitglieder dazu); aber je mehr man sich reale Reisen und romantische Erlebnisse in der Wirklichkeit leisten konnte (mit zunehmendem Wohlstand also), desto weniger musste man das „nur in Gedanken“ in den Chorliedern suchen. Das allmähliche Sterben (auch aus Überalterung und Nachwuchsmangel) der „alten“ Vereine begann.
Trotz dieser rückläufigen Entwicklung gab es im Jahre 2002 immerhin noch 9641 Männerchöre in Deutschland (das sind 15,9 % aller Chorsparten).